# Рибосомальный профилинг
Рибосомальный профилинг — метод, основанный на массовом секвенировании фрагментов мРНК, взаимодействующих с рибосомами. Этот метод позволяет наблюдать за трансляцией, конкуренцией рибосом за локализацию вокруг мРНК в определенном месте. Также его используют для нахождения области, кодирующей белки в мРНК, рамок считывания, для определения месторасположения рибосом на мРНК. Рибосомальный профилинг не позволяет прямо описывать кинетику элонгации и остановки рибосом, задействованных в процессе элонгации.
До появления этого метода ключевой технологией измерения экспрессии генов была total mrna abundance[уточнить].

## Описание
Метод основан на массовом секвенирование фрагментов всех мРНК в клетке. Появление этой технологии было революционно, но у неё есть свои недостатки:
1. Она не учитывает регуляцию трансляции.
2. По последовательности нуклеотидов в мРНК нельзя точно предсказать последовательность аминокислот в белке из-за возможности старта трансляции не с AУГ кодона.
3. Так же этот метод не учитывает остановки рибосом при транскрипции, что, как считается, оказывает влияние на процессы производства и свертывание белка.

Из-за этих недостатков этот метод обладает ограниченными разрешением и точностью. В 2009 году N.T. Ingolia и другие Genome-wide analysis in vivo of translation with nucleotide resolution using ribosome profiling. разработали новый рибосомальный профайлинг метод измерения экспрессии генов, учитывающий перечисленные выше недостатки.
Фрагменты, защищенные комплексами из рибосом, длиннее, чем фрагменты, защищенные одной рибосомой. Компактно уплотненные пары рибосом защищают фрагменты мРНК длинной 58-62 нуклеотидов, 48S доинициативный комплекс защищает фрагменты длинной 50 или 70 нуклеотидов в зависимости от состояния комплекса. Для создания библиотеки этих очищенных фрагментов была использована РНК лигаза, с помощью которой прикрепляются линкеры к 3’ концам фрагментов. Для удаления примеси рибосомальной РНК используют субтрактивную гибридизацию.

## Процедура
1. Разрушение ткани или клеток для выделения рРНК, связанного с рибосомами
2. Фиксация комплексов рРНК и рибосомы (обычно используется циклогексимид, но могут быть и другие вещества).
3. Разрушение РНК, не связанной с рибосомами при помощи рибонуклеаз
4. Выделение рРНК-рибосомых комплексов методом ультрацентрифугирования в градиенте сахарозы.
5. Очистка фенолом/хлороформом для удаления из смеси белков.
6. Электрофорез в полиамидном геле для отсева предзащищённых фрагментов мРНК.
7. Пришивание адаптера к 3'-концу фрагментов.
8. Очистка рРНК от загрязнений.
9. Обратная транскрипция РНК в ДНК с использованием обратной транскриптазы.
10. ПЦР полученных фрагментов.
11. Чтение сиквенсов.
12. Сравнение результатов секвенирования с сиквенсом генома для определения профиля транскрипции[2].